# Svésedlice
Svésedlice település Csehországban, a Olomouci járásban. Svésedlice Velký Týnec, Velká Bystřice, Přáslavice, Tršice és Doloplazy településekkel határos. Lakosainak száma 303 fő (2024. január 1.).

## Népesség
A település lakosságának változását az alábbi diagram mutatja:
| Lakosok száma | 255  | 268  | 314  | 206  | 198  | 181  | 203  | 198  | 245  | 303  |
|               | 1869 | 1890 | 1921 | 1950 | 1980 | 2001 | 2017 | 2019 | 2022 | 2024 |